# Frenchtown-Rumbly (Maryland)
Frenchtown-Rumbly è un census-designated place (CDP) degli Stati Uniti d'America, situato nello stato del Maryland, nella contea di Somerset.